# Gustav Bournye
Gustav Henry Bournye (né le 7 octobre 1823 à Düsseldorf et mort le 3 novembre 1858 dans la même ville) est un fonctionnaire prussien.

## Biographie
Gustav Bournye est le fils du conseiller médical de Düsseldorf Carl Leopold Bournye (1787-1865), chef de l'asile départemental d'aliénés de Düsseldorf (de), et de son épouse Rudolphine Henriette Ernestine Sophie Amalie von Byern (1792-1837), et frère du peintre et lithographe ultérieur Alfred Bournye (de). Après le lycée de Düsseldorf, Gustav Bournye étudie le caméralisme aux universités de Bonn et Iéna. En 1842, il devient membre du Corps Palatia Bonn. La même année, il rejoint le Corps Thuringia Iéna. Après avoir terminé ses études, il devient auscultateur en 1844 et en 1847, après avoir passé ses examens de droit, il devient stagiaire du gouvernement à Düsseldorf.
Après avoir réussi l'examen d'assesseur, Bournye devient évaluateur du gouvernement dans le district de Trèves en 1851. En 1851, il devient administrateur de l'arrondissement de Prüm. Il occupe le poste jusqu'à sa mort en 1858. Il meurt de la tuberculose et est enterré au cimetière de Golzheim à Düsseldorf.